# Beziehungen zwischen den Cookinseln und Deutschland
Die Beziehungen zwischen den Cookinseln und Deutschland sind das zwischenstaatliche Verhältnis zwischen den Cookinseln und Deutschland. 2001 nahm Deutschland Beziehungen zu den Cookinseln auf und gehört zu den knapp 50 Ländern, welche die Eigenstaatlichkeit der Cookinseln anerkennen. Mit der Pflege der Beziehungen zu den Cookinseln ist die Deutsche Botschaft Wellington beauftragt. In Avarua ist Deutschland zudem mit einem eigenen Honorarkonsul vertreten.

## Geschichte
Die Cookinseln wurden von dem deutsch-baltischen Admiral und Weltumsegler Adam Johann von Krusenstern nach James Cook benannt. Der Name erschien zum ersten Mal in einer russischen Seekarte zu Beginn des 19. Jahrhunderts. Durch die Britisch-deutschen Erklärungen über den westlichen Pazifik teilten Großbritannien und das Deutsche Reich 1886 den Westpazifik in Einflusssphären auf, wobei die Cookinseln in die britische Einflusszone fallen und deshalb keine deutsche Kolonie, sondern stattdessen später Teil von Neuseeland wurden.
Die Cookinseln wurden 1965 zu einem selbst verwaltetes Territorium in freier Assoziierung mit Neuseeland. Obwohl es nicht vollständig souverän ist, kann es so diplomatische Beziehungen zu anderen Staaten aufnehmen. 2001 erkannte die Bundesrepublik Deutschland die Cookinseln als selbstständigen Staat an und nahm am 11. September 2001 diplomatische Beziehungen auf. Gelegentlich kommt es zu Kontakten zwischen beiden Seiten. Im Oktober 2023 besuchte Mark Brown, Premierminister der Cookinseln, Deutschland, um an einer Konferenz zum Green Climate Fund in Bonn teilzunehmen. Jennifer Morgan, Sonderbeauftragte für internationale Klimapolitik im Auswärtigen Amt und Staatssekretärin, besuchte die Cookinseln im Herbst 2023.

## Wirtschaftsbeziehungen
2024 exportierte Deutschland Waren im Wert von 218.000 Euro auf die Cookinseln und importierte im Gegenzug Waren im Wert von 45.000 Euro.
Über das „Neighbourhood, Development and International Cooperation Instrument“ (NDICI) der Europäischen Union und einige bilaterale Projekte leistet Deutschland den Cookinseln Entwicklungshilfe.